# Luis Carlos Croissier
Luis Carlos Croissier Batista, né le 19 août 1950 à Arucas, est un universitaire, haut fonctionnaire et homme politique espagnol membre du Parti socialiste ouvrier espagnol (PSOE).
Universitaire en économie enseignant à l'université complutense de Madrid, il est nommé sous-directeur général du ministère de l'Industrie en 1980. Il est promu sous-secrétaire après la victoire des socialistes en 1982, puis président de l'Institut national de l'industrie (INI) deux ans après.
Après les élections de 1986, il devient ministre de l'Industrie et de l'Énergie. Il reste en fonction jusqu'en 1988. Il est alors désigné président de la Commission nationale du marché des valeurs, fonction qu'il exerce huit ans.

## Biographie

### Études et débuts professionnels
Né sur l'île de Grande Canarie, il étudie les sciences économiques à l'université complutense de Madrid (UCM). Il poursuit son cursus par des études de troisième cycle à l'université Panthéon-Sorbonne de Paris. Il devient en 1975 professeur de politique économique à l'UCM.

### Haut fonctionnaire
Il passe avec succès le concours du corps général technique de l'administration civile de l'État en 1976. Il est nommé le 22 avril 1980, chef du bureau budgétaire du ministère de l'Industrie et de l'Énergie, avec rang administratif de sous-directeur général. Il abandonne alors ses fonctions universitaires.
En prévision des élections législatives anticipées du 28 octobre 1982, il est investi en 19e position de la liste du PSOE dans la circonscription électorale de Madrid, emmenée par le secrétaire général du parti Felipe González. Au cours du scrutin, le Parti socialiste remporte seulement 18 sièges au Congrès des députés.
Il est désigné par Carlos Solchaga sous-secrétaire du ministère de l'Industrie et de l'Énergie le 8 décembre suivant. Il est relevé de son poste administratif précédent trois semaines plus tard.
Après que Francisco Fernández Ordóñez a été contraint de démissionner du Congrès le 3 janvier 1983, il est proclamé député de Madrid le 17 février, mais il doit renoncer quelques heures plus tard, ce mandat se révélant incompatible avec ses responsabilités au sein de l'administration de l'État.
Il devient le 4 octobre 1984 président de l'Institut national de l'industrie (INI), en remplacement d'Enrique Moya, et se voit donc privé de ses fonctions administratives.

### Ministre de l'Industrie
Le 26 juillet 1986, à la suite des élections générales anticipées, Luis Carlos Croissier est nommé à 35 ans ministre de l'Industrie et de l'Énergie dans le second gouvernement de Felipe González.
Il est remplacé le 12 juillet 1988 par José Claudio Aranzadi, qu'il avait choisi deux ans plus tard pour lui succéder en tant que président de l'INI.

### Après le gouvernement
À peine trois mois plus tard, il est désigné par Solchaga, désormais ministre de l'Économie et des Finances, président du conseil de la Commission nationale du marché des valeurs (CNMV), étant ainsi le premier titulaire de la direction du « gendarme » de la Bourse de Madrid. Renouvelé pour un second mandat de quatre ans par Solchaga en 1992, il est relevé de ses fonctions par Rodrigo Rato le 5 octobre 1996.
Il entre en 1997 au conseil d’administration du groupe pétrolier Repsol.

## Distinctions
- Grand-croix de l'ordre d'Isabelle la Catholique